# Stazione di Stans
La stazione di Stans (in tedesco Bahnhof Stans) è la principale stazione ferroviaria a servizio dell'omonima città svizzera, sulla linea Lucerna-Stans-Engelberg. È gestita dalle Zentralbahn. È uno dei quattro capoluoghi di cantoni svizzeri a non essere mai stato servito dalle FFS.

## Storia
La stazione fu attivata il 5 ottobre 1898, in occasione dell'apertura della tratta Stansstad-Engelberg della ferrovia Lucerna-Stans-Engelberg. È situata nel centro storico del capoluogo del canton Nidvaldo.

## Strutture e impianti
La stazione dispone di due binari dotati di marciapiede per il servizio viaggiatori. È dotata di un fabbricato viaggiatori e di una pensilina.

## Movimento
La stazione è servita da treni a cadenza semioraria per Lucerna e a cadenza oraria per Wolfenschiessen (linea S4 della rete celere di Lucerna), treni nelle ore di punta per Lucerna (linea S44 della rete celere di Lucerna) e treni InterRegio Luzern-Engelberg Express a cadenza oraria sulla relazione Lucerna-Engelberg.

## Servizi
Nella stazione sono presenti:
- Biglietteria a sportello
- Biglietteria automatica
- Sala d'attesa
- Deposito bagagli con personale
- Deposito bagagli automatico

Sono inoltre presenti un parcheggio di interscambio e, in fasce orarie prestabilite, servizi di cambio valuta, di spedizione di bagagli all'aeroporto di Zurigo, un punto Western Union e servizi di noleggio di automobili e car sharing.

## Interscambi
- Fermata autobus[6]